# Seehechte
Die Seehechte (Merluccius), auch Hechtdorsche oder Meerhechte genannt, sind eine Gattung und Familie in der Ordnung der Dorschartigen (Gadiformes). Seehechte werden als Speisefische gefangen.

## Merkmale
Die Körperform ist schlank, der Kopf auffallend spitz. Die erste Rückenflosse ist kurz, während die zweite Rückenflosse und die Afterflosse lang sind. Die zweite Rückenflosse und die Afterflosse sind durch eine Einbuchtung in zwei Abschnitte geteilt. Charakteristisch für Seehechte ist die schwarze Farbe ihrer Mund- und Kiemenhöhle und der Zunge; sie werden bis zu 1,30 m lang. Die Körperfarbe ist silbrig-grau. Im Gegensatz zu ihren Verwandten aus der Familie der Dorsche haben Seehechte keine Kinnbartel. Das Maul ist groß und endständig und mit langen Fangzähnen besetzt. Das Gaumenbein ist unbezahnt, das Pflugscharbein bezahnt. Pylorusschläuche fehlen.
- Flossenformel: Dorsale I viii–xiii, Dorsale II 34–46 Anale 35–46, Ventrale 7.
- Schuppenformel: SL 101–171.
- Branchiostegalstrahlen: 7.
- Wirbel: 48–58.

## Lebensräume
Seehechte leben in weiten Teilen des Atlantiks. Merluccius merluccius ist vor allem im Südatlantik und fast im gesamten Mittelmeer anzutreffen; seltener in der Nordsee. Des Weiteren sind Seehechte im Süd-Pazifik (Merluccius gayi), vor den Küsten Südafrikas (Merluccius capensis), vor der Küste Nordamerikas (Merluccius bilinearis) und vor der Küste Argentiniens und Uruguays (Merluccius hubbsi) anzutreffen. Der Schwarze Seehecht der antarktischen Meere ist jedoch nicht mit den Seehechten verwandt.

## Ernährung
Seehechte sind Fischfresser, die sich hauptsächlich von Heringen, Makrelen, Sprotten und Sardinen ernähren.

## Systematik
Es gibt 16 Arten:

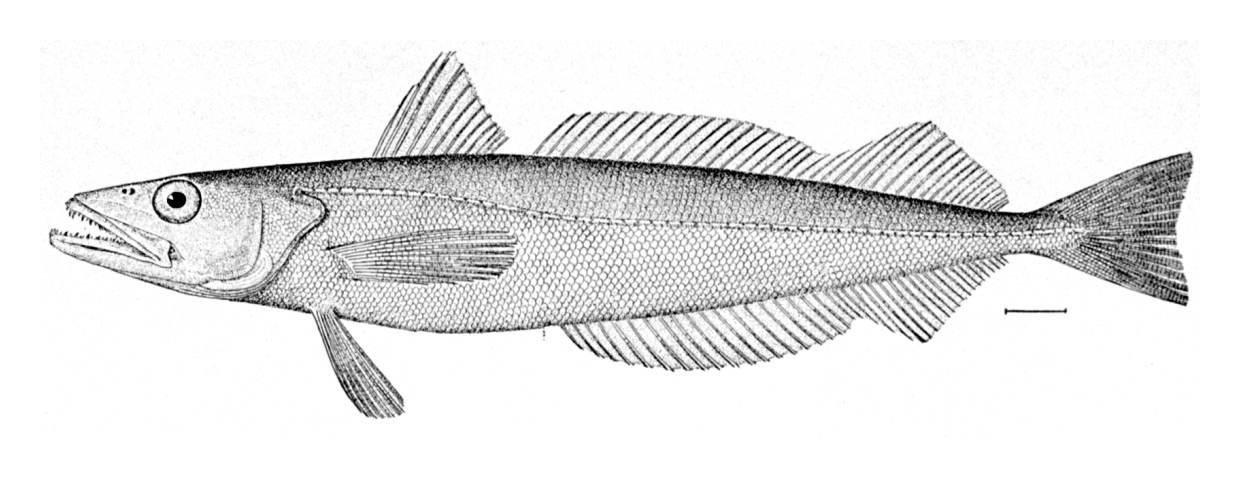
Merluccius bilinearis

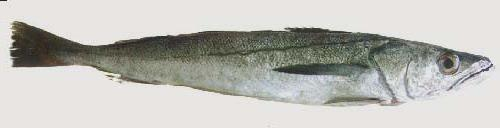
Merluccius gayi gayi

- Merluccius albidus (Mitchill, 1818).
- Merluccius angustimanus Garman, 1899
- Südlicher Seehecht (Merluccius australis (Hutton, 1872))
- Silberhecht oder Nordamerikanischer Seehecht (Merluccius bilinearis (Mitchill, 1814))
- Kap-Seehecht (Merluccius capensis Castelnau, 1861)
- Merluccius gayi (Guichenot, 1848)
- Merluccius hernandezi Mathews, 1985
- Argentinischer Seehecht (Merluccius hubbsi Marini, 1933)
- Hechtdorsch oder Europäischer Seehecht (Merluccius merluccius (Linnaeus, 1758))
- Merluccius paradoxus Franca, 1960
- Patagonischer Seehecht (Merluccius patagonicus Lloris & Matallanas, 2003)
- Merluccius peruanus Ginsburg, 1954
- Merluccius polli Cadenat, 1950
- Pazifischer Seehecht oder Nordpazifischer Seehecht (Merluccius productus (Ayres, 1855))
- Merluccius senegalensis Cadenat, 1950
- Merluccius tasmanicus Matallanas & Lloris, 2006

## Folgen der Befischung
Als Speisefische werden Seehechte auch durch den kommerziellen Fischfang befischt. In den dabei eingesetzten Netzen verheddern sich auch andere Tiere, unter anderem Delfine. Für den Tod von über 1.000 Delfinen vor der Französischen Küste während des ersten Quartals 2019 werden die beim Seehechtfang eingesetzten Netze als Ursache gesehen.